# Teinobasis aluensis
Teinobasis aluensis là một loài chuồn chuồn kim trong họ Coenagrionidae.
Teinobasis aluensis được miêu tả khoa học năm 1924 bởi Campion.